# Пхетчабун (провинция)
Пхетчабун (тайск. เพชรบูรณ์) — провинция (чангват) в центральной части Таиланда.
Административный центр — город Пхетчабун.

## Географическое положение
По территории провинции протекает река Пасак, образуя плодородную равнину. На востоке и западе тянутся горные хребты Пхетчабун.
Расстояние до Бангкока — около 350 км.

## История
В средние века Пхетчабун был важной частью Кхмерской империи.
Название провинции переводится на русский язык как «полная бриллиантов». На гербе провинции также изображен бриллиант на вершине горы, что символизирует её природные богатства. На переднем плане изображены плантации табака, одной из основных сельскохозяйственных культур провинции. Символ провинции — тамаринд.

## Административное деление

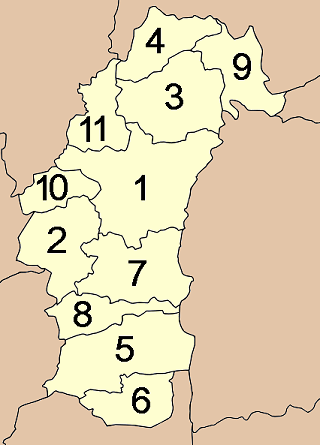

Провинция подразделяется на 11 районов (ампхе), которые, в свою очередь, состоят из 117 подрайонов (тамбон) и 1261 поселений (мубан).
- 1. Amphoe Mueang Phetchabun (อำเภอเมืองเพชรบูรณ์)
- 2. Amphoe Chon Daen (อำเภอชนแดน)
- 3. Amphoe Lom Sak (อำเภอหล่มสัก)
- 4. Amphoe Lom Kao (อำเภอหล่มเก่า)
- 5. Amphoe Wichian Buri (อำเภอวิเชียรบุรี)
- 6. Amphoe Si Thep (อำเภอศรีเทพ)
- 7. Amphoe Nong Phai (อำเภอหนองไผ่)
- 8. Amphoe Bueng Sam Phan (อำเภอบึงสามพัน)
- 9. Amphoe Nam Nao (อำเภอน้ำหนาว)
- 10. Amphoe Wang Pong (อำเภอวังโป่ง)
- 11. Amphoe Khao Kho (อำเภอเขาค้อ)

## Экономика и промышленность
Под сельское хозяйство занято почти 50 % полезной площади провинции. В основном, выращивается тамаринд, фрукты и рис. Многочисленные реки и озёра благоприятствуют рыболовству.
Валовой социальный продукт провинции в 2004 году составлял 39 930 млн. бат.

## Достопримечательности
- Исторический парк Си-Тхеп — археологические объекты и развалины XI—XVIII века.
- Ват-Насай (Wat Nasai) — комплекс буддийских храмов со старинными настенными росписями, изображающими жизнь Будды
- Рака короля Наресуана
- дворец Кхао-Кхо, построенный для короля Пхумипона Адульядета
- Национальные парки
  - Национальный парк Пху Хин Ронг Кла
  - Национальный парк Нам-Нао — включает в себя леса, саванну и джунгли с разнообразным животным и растительным миром. Здесь обитает более 100 видов птиц.
  - Национальный парк Тат-Мок — идиллический заповедник, добраться можно только на джипе
  - Национальный парк Кхао-Кхо в часе езды к северо-западу от города Пхетчабун. Это своеобразная «Маленькая Швейцария» с прекрасными ландшафтами и прохладной погодой, заповедными лесами и зоопарком.
  - Водопад Тхан-Тхип.
  - сталагмитовые и сталактитовые пещеры Тхам-Пха-Хонг